# Allison Kirkby
Allison Kirkby, född 1967, är en brittisk revisor och företagsledare som from maj 2020 tom januari 2024 var VD och koncernchef för Telia Company.
Allison Kirkby utbildade sig till revisor på Glasgow Caledonian University i Glasgow i Storbritannien 1985–1987 och The Chartered Institute of Management Accountants i London 1988–1990. Hon arbetade 1995–2010 på konsumentvaruföretaget Procter & Gamble. Hon var därefter finanschef på tele-, bredbands- och tv-operatören Virgin Media 2010–2011 och på mediakoncernen Shine group 2011–2013.
Hon blev 2014 finanschef på Tele2 och utsågs i september 2015 verkställande direktör för Tele2 som hon var till 2018.
Den 24 oktober 2019 utsågs Allison till ny VD och koncernchef för Telia Company. Hon tillträdde tjänsten 2020.
Den 31 juli 2023 tillkännagavs att hon skulle bli nästa VD för BT Group. Hon lämnade Telia den sista Januari 2024.